# العفن الداخلي

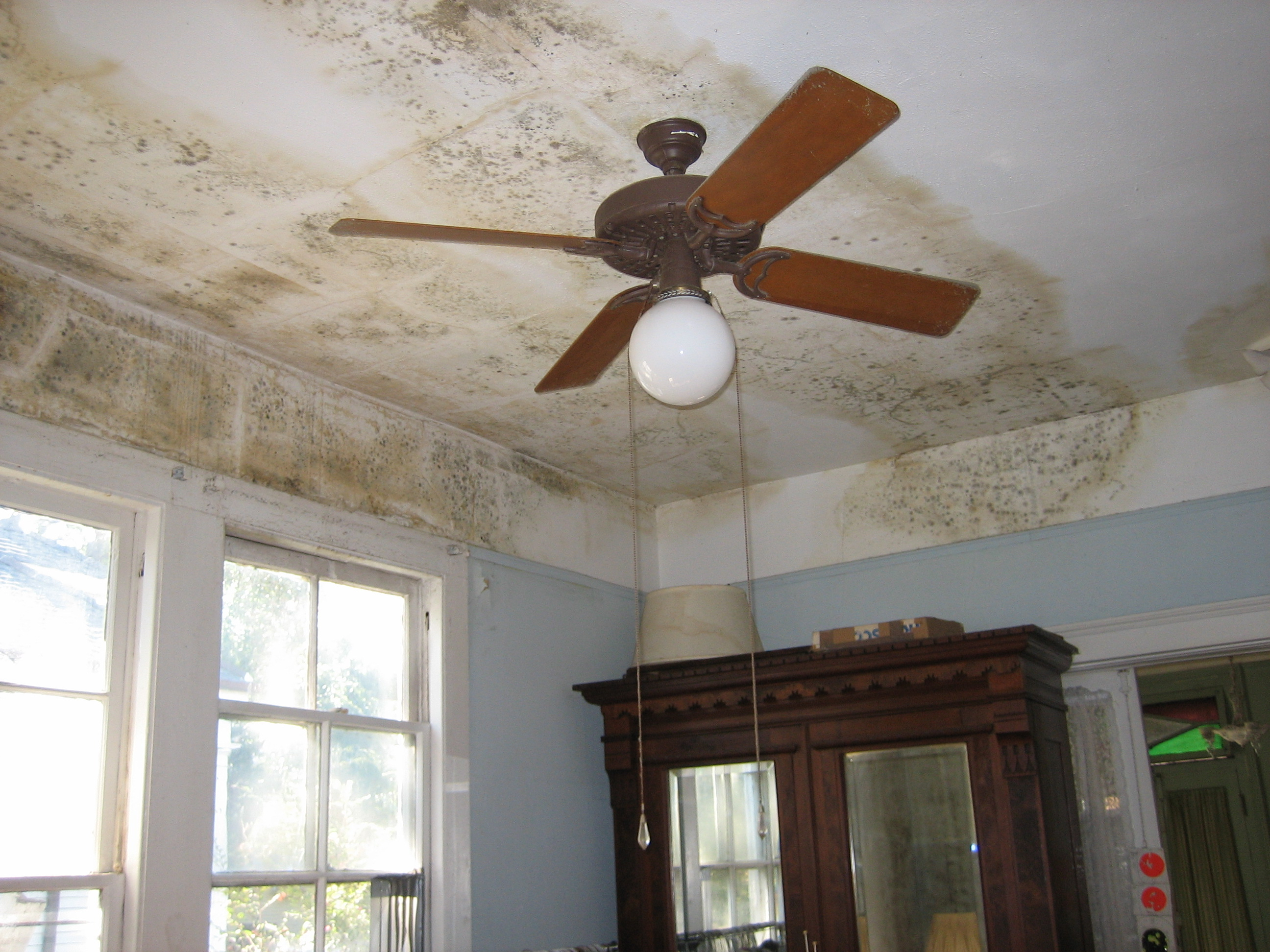

العفن الداخلي ، والذي يشار إليه أحيانًا باسم العفن الفطري ، هو نمو فطري يحدث على المواد الرطبة. العفن هو جزء طبيعي من البيئة ويلعب دورًا مهمًا في الطبيعة عن طريق تحطيم المواد العضوية الميتة مثل الأوراق المتساقطة والأشجار الميتة ؛ في الداخل ، يجب تجنب نمو العفن. يتكاثر العفن عن طريق جراثيم صغيرة. الأبواغ مثل البذور ، لكنها غير مرئية للعين المجردة ، والتي تطفو في الهواء وترسب على الأسطح. عندما تكون درجة الحرارة والرطوبة وظروف المغذيات المتاحة صحيحة ، يمكن أن تتكون الأبواغ في مستعمرات العفن الجديدة حيث يتم ترسبها. هناك العديد من أنواع العفن ، ولكن جميعها تتطلب رطوبة ومصدرًا غذائيًا للنمو.

## الأسباب وظروف النمو
يوجد العفن في كل مكان ويمكن أن ينمو على أي مادة تقريبًا عند وجود الرطوبة. تتكاثر عن طريق الأبواغ التي تحملها التيارات الهوائية. عندما تهبط الأبواغ على سطح رطب مناسب للحياة ، تبدأ في النمو. يوجد العفن عادة في الداخل عند مستويات لا تؤثر على معظم الأفراد الأصحاء.
نظرًا لأن مواد البناء الشائعة قادرة على الحفاظ على نمو العفن وأن جراثيم العفن موجودة في كل مكان ، فإن نمو العفن في البيئة الداخلية يرتبط عادةً بالتعرض للماء أو رطوبة وقد يكون ناتجًا عن التجفيف غير الكامل لمواد الأرضيات (مثل الخرسانة). يمكن أن تؤدي الفيضانات أو الأسطح المتسربة أو صيانة المباني أو السباكة الداخلية إلى نمو العفن الداخلي. يتكثف بخار الماء عادة على الأسطح أكثر برودة من الهواء المحمّل بالرطوبة ، مما يسمح بزيادة نمو العفن. يمر بخار الرطوبة هذا من خلال الجدران والأسقف ، وعادة ما يتكثف خلال فصل الشتاء في المناخات ذات موسم الشتاء الطويل. إن الأرضيات فوق مساحات الزحف والطوابق السفلية ، دون حواجز بخارية أو بأرضيات قذرة ، معرضة للعفن. يكشف «اختبار ممسحة» الرطوبة من ألواح خرسانية بدون حاجز بخار دون لوح. بعض المواد ، مثل الخرسانة المصقولة ، لا تدعم نمو العفن.
يتطلب النمو الكبير للعفن مصادر رطوبة وغذاء وركيزة قادرة على الحفاظ على النمو. توفر مواد البناء الشائعة القائمة على السليلوز ، مثل الخشب الرقائقي ، والجدران الجافة ، وشرائط الفراء ، والنجارة النهائية ، والخزائن ، وتأطير الخشب ، والأرضيات الخشبية المركبة ، والسجاد ، وحشو السجاد المواد الغذائية للعفن. في السجاد ، الحمل العضوي مثل الغبار غير المرئي والسليلوز هي مصادر غذائية. بعد تلف الماء في المبنى ، ينمو العفن في الجدران ثم يصبح خاملاً حتى الرطوبة العالية اللاحقة ؛ الظروف المناسبة تنشيط العفن. مستويات السموم الفطرية أعلى في المباني التي تعرضت لحادث مياه.

## العلاج
الخطوة الأولى في حل مشكلة العفن الداخلي هي إزالة مصدر الرطوبة ؛ سيبدأ العفن الجديد في النمو على الأسطح الرطبة المسامية في غضون 24 إلى 48 ساعة. هناك عدد من الطرق لمنع نمو العفن. تتخصص بعض شركات التنظيف في ترميم النسيج ، وإزالة العفن (وجراثيم العفن) من الملابس للتخلص من الروائح ومنع المزيد من الضرر للملابس.
الطريقة الفعالة لتنظيف العفن هي استخدام محاليل التنظيف التي تزيل العفن فعليًا. تشتمل العديد من المنظفات المتاحة تجاريًا التي يتم تسويقها لتنظيف العفن على عامل مضاد للفطريات معتمد من وكالة حماية البيئة.
قد يتطلب النمو الكبير للعفن معالجة احترافية للعفن لإزالة مواد البناء المصابة والقضاء على مصدر الرطوبة الزائدة. في الحالات القصوى لنمو العفن في المباني ، قد يكون إدانة المبنى أكثر فعالية من حيث التكلفة من تقليل العفن إلى مستويات آمنة.
تتمثل أهداف المعالجة في إزالة (أو تنظيف) المواد الملوثة ، ومنع الفطريات (والغبار الملوث بالفطريات) من دخول منطقة مشغولة (أو غير ملوثة) مع حماية العمال الذين يقومون بالتخفيض.